# Felix-Henri D'Hoop
Felix-Henri Marie Joseph Ghislain D'Hoop (Gent, 26 juli 1827 - Charleroi, 18 december 1897) was een Belgisch archivaris en historicus.

## Biografie
Jonkheer Felix-Henri d'Hoop was een telg uit de familie D'Hoop. Hij was een zoon van jhr. Ferdinand d'Hoop (1798-1866), advocaat, inspecteur van registratie en domeinen en senator, en Marie-Colette le Fevere (de ten Hove) (1797-1832), in het kinderbed gestorven bij de geboorte van haar negende kind. Hij had twee broers die priester werden en een die vrederechter werd en voor nakomelingen zorgde.

### Loopbaan
D'Hoop studeerde wijsbegeerte en letteren aan de Rijksuniversiteit Gent, maar voltooide die studies niet. Hij trouwde in 1861 met Marie-Cécile Piot (°1843), dochter van rijksarchivaris Charles Piot. Het huwelijk werd in 1880 ontbonden en bleef kinderloos.
Hij was rijksarchivaris in Brussel (1859), Brugge (1864) en Gent (1868). Die laatste archiefinstelling leidde hij tot september 1892. Zijn neef Alfred d'Hoop (1868-1934) werkte er enkele jaren onder zijn begeleiding, tot hij in 1892 werd aangesteld in het Algemeen Rijksarchief.
D'Hoop was bestuurslid van het Genootschap voor Geschiedenis te Brugge van 1864 tot 1879 en was er bibliothecaris van 1864 tot 1869. 

## Publicaties (selectie)
- 'Notice sur les Archives de l'Etat, à Bruges', in Annales de la Société d'émulation, pour l'étude de l'histoire et des antiquités de la Flandre, 2e reeks, 13, 1864-1865, 203-261.
- 'Quelques documents relatifs à l'ancien séminaire de Bruges', in Annales de la Société d'émulation, pour l'étude de l'histoire et des antiquités de la Flandre, 2e reeks, 13, 1864-1865, 339-376.
- Cartularium. Recueil des chartes du prieuré de Saint-Bertin, à Poperinghe, et de ses dépendances à Bas-Warneton et à Couckelaere, déposées aux Archives de l'Etat, à Gand, Brugge, Vandecasteele-Werbrouck, 1870.
- 'Le village de Lophem', in Annales de la Société d'émulation pour l'étude de l'histoire et des antiquités de la Flandre', 3e reeks, 8, 1873, 1-182.
- Inventaire des anciennes archives de Grammont, Geraardsbergen, 1880.
- La Flandre Orientale et ses anciennes archives. Manuel de renseignements, Aalst, 1886.
- Inventaris van de oude archieven der stad Aelst, 2 vol., Aalst, 1888-1889.